# 長岡 (榛東村)
長岡(ながおか)は群馬県北群馬郡榛東村の大字である。郵便番号は370-3501。

## 地理
榛名山の東の裾野に位置しており、面積約2.72㎢。
地区内を南北に貫くように吉岡川が流れている。

## 世帯数と人口
2020年(令和2年)10月1日現在の世帯数と人口は以下の通りである。
|      | 世帯数  | 人口   |
| ---- | ------- | ------ |
| 長岡 | 577世帯 | 1538人 |

## 小・中学校の学区
村立小・中学校に通う場合学区は以下の通りとなる。
|               | 小学校           | 中学校             |
| ------------- | ---------------- | ------------------ |
| 1区、2区、3区 | 榛東村立北小学校 | 榛東村立榛東中学校 |

## 交通
鉄道
地区内を上越新幹線が通過するが、駅は存在しない。
バス
- 日本中央バス - 前橋榛東線[6]

道路
- 群馬県道26号高崎安中渋川線
- 群馬県道153号水沢足門線

## 施設
- 榛東村児童館
- 茅野遺跡